# よしもと麻雀倶楽部
よしもと麻雀倶楽部（よしもとまーじゃんくらぶ）は、サンテレビなどで1997年4月～1999年3月に放送されたバラエティ番組である。

## 番組概要
前田五郎が支配人を務める架空の雀荘を舞台に、吉本興業所属の若手・中堅芸人からベテラン芸人まで、芸歴を問わず集った4名が麻雀で対局する模様を放送する番組であった。30分番組であったため、1戦を1ヶ月（4～5回）に分けて放送していた。
また、番組後半には、日本プロ麻雀連盟の会長である灘麻太郎プロが手や戦法の解説をするコーナーもあった。
関西制作であり出演者も関西人である関係上、番組内では関西ルールが採用され、会話中にも関西でのみ通用するスラングなどが登場した。

## 出演者
- 前田五郎（支配人）-麻雀の実力は吉本内でも指折りと言われる。実際にこの番組でも対局している。
- オール阪神（常連客）
- 青野敏行（ナレーション）
- 灘麻太郎（解説）

## 出場した吉本芸人
- 池乃めだか
- 石田靖
- 未知やすえ

他多数

## スタッフ
- CGタイトル : 原田専門家
- 制作協力 : アイ・ティ・エス
- 制作著作 : SUN-TV、吉本興業

## 放映ネット局
- サンテレビジョン（制作局）
- 群馬テレビ
- 富山テレビ
- 三重テレビ
- 伊予テレビ（あいテレビ）

## ゲーム
彩京から1998年にセガサターン用ソフトとして、1999年にプレイステーション用ソフトとして発売された。